# 4398 Chiara
A 4398 Chiara (ideiglenes jelöléssel 1984 HC2) a Naprendszer kisbolygóövében található aszteroida. W. Ferreri fedezte fel 1984. április 23-án.